# Joseph Needham
Pour les articles homonymes, voir Needham.

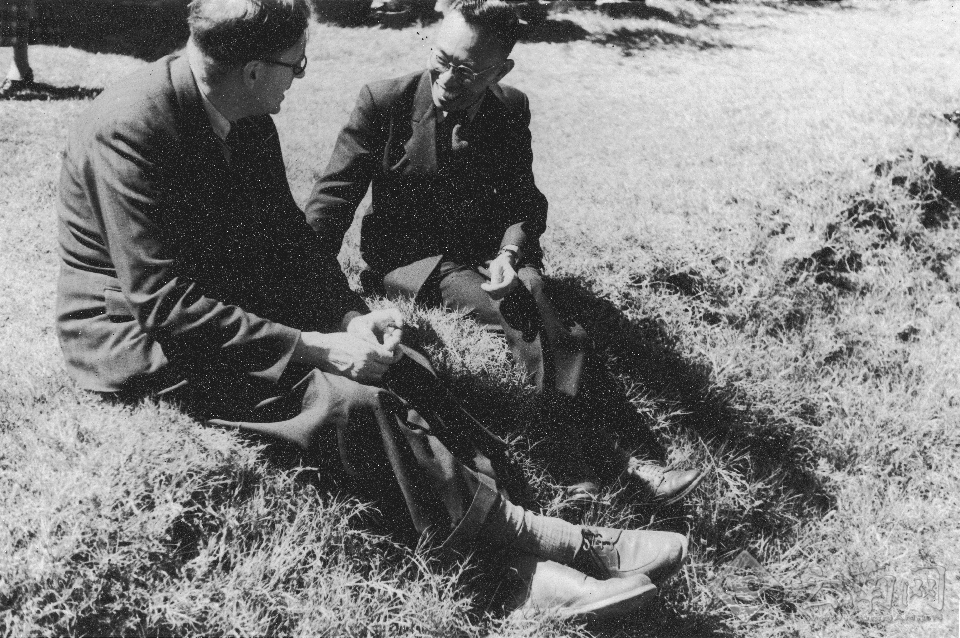
et Joseph Needham à Kunming, Yunnan, Chine, en 1944

Joseph Terence Montgomery Needham (9 décembre 1900 – 24 mars 1995) est un biochimiste et sinologue britannique, qui a acquis une renommée mondiale en menant des recherches sur l'histoire des sciences et des techniques dans la civilisation chinoise.
Comptant parmi les pionniers du domaine, il a contribué à la reconnaissance du passé scientifique de la Chine avec, notamment, la publication de la monumentale Science et civilisation en Chine (en), collection encyclopédique qui aborde tous les développements de la science chinoise.

## Biographie
Joseph Needham était le fils unique d'une famille écossaise établie à Londres. Son père était docteur en médecine et sa mère Alicia Adélaide Needham, née Montgomery (1863-1945), compositrice et professeure de musique. Needham étudie à l'université de Cambridge, où il reçoit son baccalauréat en 1921, son master en janvier 1925 et son doctorat en octobre de la même année. Après ses études, il travaille au laboratoire de Frederick Gowland Hopkins au Gonville and Caius College de Cambridge, dans le département d'embryologie et de morphogenèse.
En 1936, trois chercheurs chinois viennent travailler avec Needham, qui est déjà un chercheur très réputé : Lu Gwei-djen (en), (魯桂珍, Lǔ Guìzhēn, 1904-1991), Wang Ying-lai (en), et Chen Shi-chang. Lu, fille d'un pharmacien de Nankin, devient sa maîtresse. Elle lui enseigne la langue et les classiques chinois. Cela suscita l'intérêt de Needham pour le passé technologique et scientifique de la Chine.
Sous la direction de la Royal Society, Needham devient le directeur du Bureau de Coopération scientifique sinobritannique à Chongqing entre 1942 et 1946, collaborant avec l'historien Wang Ling (en). Il rencontre de nombreux intellectuels chinois, dont le peintre Wu Zuoren, et voyage dans une multitude de sites en Chine, à Dunhuang et au Yunnan par exemple. Il rend aussi visite a de nombreuses institutions universitaires, où une importante masse documentaire fut rassemblée, constituant la base de sa série Science et Civilisation en Chine.
Après deux années à la tête de la division Science Naturelle de l'UNESCO à Paris, il retourne au Gonville and Caius College en 1948, où l'université de Cambridge finance partiellement sa série Science et Civilisation en Chine. Il consacre la plus grande partie de son énergie à l'histoire scientifique de la Chine jusqu'à sa retraite, en 1990, bien qu'il continue d'enseigner la biochimie jusqu'en 1966. En 1966, Needham devient Master du Gonville & Caius College.
Le Needham Research Institute (en) de Cambridge, consacré à l'étude de l'histoire scientifique de la Chine a été inauguré en 1987 par Philip Mountbatten, duc d'Edimbourg. Un de ses plus proches collaborateurs et amis, Ho Peng Yoke, en assura la direction de 1990 à 2001.
Needham fut marié à Dorothy Moyle (1896-1987). Deux ans après la mort de Dorothy en 1989, il épousa Lu Gwei-djen. Il souffrait de la maladie de Parkinson depuis 1982. Il meurt à 94 ans dans sa maison de Cambridge.

## Sensibilité politique de Needham
Joseph Needham, chrétien socialiste, cultivait de profondes sympathies avec le communisme sans toutefois jamais avoir été membre du parti. Sa visite à Moscou en 1935 le renforce dans ses convictions idéologiques. Il réclame le boycott anglais des Jeux olympiques de Berlin et devient le supporter de la cause républicaine en Espagne.
En pleine Guerre froide et alors que la guerre de Corée bat son plein, il se joint en 1952 à une mission d'enquête du gouvernement chinois, financée par les Russes, sur l'utilisation par les Américains d'armes bactériologiques en Corée et en Manchourie. Selon Simon Winchester, un de ses biographes, Needham fut manipulé par les agents communistes qui placèrent de fausses preuves et trafiquèrent les résultats des analyses,. Son scepticisme, dont il fait part à son épouse dans une lettre où il évoque un sentiment de « mise en scène », fut balayé par sa trop grande confiance envers la soixantaine d'experts travaillant sur le projet, près de la moitié d'entre eux ayant étudié dans des universités occidentales prestigieuses. Placé sur liste noire par la CIA, il devient alors, en cette période marquée par le maccarthysme, persona non grata aux États-Unis, et ce, pendant une vingtaine d'années. Il est momentanément isolé au sein de sa propre université. Sa réhabilitation aux États-Unis vient lentement, à partir d'août 1954, avec les parutions successives des volumes de son œuvre monumentale Science and Civilisation in China,.
Ses idées d'homme de gauche ne furent pas entamées pour autant. Ainsi, il apporte son soutien aux mouvements étudiants de 1968.
De retour en Chine en 1972, il est consterné par la situation et notamment par la « disparition » de certains de ses anciens collègues. Si son amour pour la Chine demeure intact, il commence en revanche à questionner les bienfaits du régime .
En 1974, lors d'un passage en France, il est invité à une table ronde au sujet de la Chine. Ainsi que le souligne Jean-Marc Lévy-Leblond, « La fascination qu'exerçait alors la Chine maoïste conféra un vif intérêt à sa venue ». Contrastant avec les autres participants qui débordaient d'enthousiasme sur la situation en Chine, « avec une réserve et une ironie toutes britanniques, (Needham) se garda d'entrer dans ces dithyrambes et exposa avec concision une synthèse de ses travaux sur les très anciennes traditions scientifiques et techniques chinoises, le rapport entre ces innovations, et la « révolution scientifique » européenne du XVIIe siècle, pour conclure en posant, sans y répondre, ce qu'il appela lui-même la « question à cent francs » : pourquoi la Chine, avec sa considérable avance sur l'Europe jusqu'à la Renaissance, n'a-t-elle pas été le théâtre de cette révolution ? »
Dans son livre Histoire de Tel Quel 1960-1982, Philippe Forest revient sur les égarements des admirateurs naïfs de la Chine, et des espérances formidables que le mouvement de Mao avait pu soulever auprès d'intellectuels de tous pays. À leur décharge, il cite la puissance de rêve que ce pays avait pu soulever : « Certes, avec d'autres, au nombre desquels de prestigieux savants comme Joseph Needham, les telqueliens crurent que la Chine serait à notre temps ce que la Grèce fut à la Renaissance : un continent ignoré surgirait qui bouleverserait de fond en comble le savoir et la pensée de l’Occident. Comment pourrait-on reprocher à quiconque d'avoir fait ce rêve ? ».
Forest reprend ici une formulation que le « telquelien » d'alors Philippe Sollers avait attribuée à Needham : « D'autre part il y a eu la grande découverte vers les années 66-67 (...) des travaux de Joseph Needham, qui a fait ce merveilleux travail encyclopédique qui s'appelle Science et Civilisation en Chine. Et à ce moment-là s'est révélé à nos yeux quelque chose d'absolument inédit, car il nous a semblé que c'était l'aube d'une sorte de référence nouvelle dans le savoir. Needham pensait – il nous le dit – que "désormais l'entrée de la Chine dans l'histoire du savoir allait jouer un rôle absolument comparable à la référence grecque pour les gens de la Renaissance occidentale" ».
En 1978, peu après la mort de Mao, il brise les rangs et, dans la revue Nature, qualifie de « désastreuses » les politiques menées par Mao dans le domaine de la science.

## Écrits

### Publication en français
- La Science chinoise et l'Occident, Seuil, Paris, 1ère édition en 1973, 1977  (ISBN 2020046563)
- La tradition scientifique chinoise, Hermann, 1974
- Un taoïste d'honneur. Autobiographie, Le Félin, 1980,  (ISBN 2866451023)
- Dialogue des civilisations Chine-Occident, La Découverte, 1996

### Publication en anglais
- Science, Religion and Reality (1925)
- Chemical Embryology (1931)
- The Great Amphibium: Four Lectures on the Position of Religion in a World Dominated by Science (1931)
- Perspectives in Biochemistry: Thirty-One Essays Presented to Sir Frederick Gowland Hopkins by Past and Present Members of His Laboratory (1937)
- Time: The Refreshing River (Essays and Addresses, 1932-1942) (1943)
- Chinese Science (1945)
- History Is On Our Side (1947)
- Science Outpost; Papers of the Sino-British Science Co-Operation Office (British Council Scientific Office in China) 1942-1946 (1948)

- Science and Civilisation in China (en) (1954, etc) - 25 volumes à ce jour 
  - vol. 1 : Introductory Orientations, 1954, 318 p. 
  - vol. 2 : History of scientific thought, 1956, 697 p. 
  - vol. 3 : Mathematics and the Sciences of the Heaven and the Earth, 1959 
  - vol. 4.1 : Physics, 1962 
  - vol. 4.2 : Mechanical Engineering, 1965
  - vol. 4.3 : Civil Engineering and Nautics, 1971 
  - vol. 5.1 : Paper and Printing, 1985 
  - vol. 5.2 : Spagyrical Discovery and Invention: Magisteries of Gold and Immortality, 1974 
  - vol. 5.3 : id. : Historical Survey, from Cinnabar Elixirs to Synthetic Insulin, 1976, 516 p.
  - vol. 5.4 : id. : Apparitus and Theory, 1980
  - vol. 5.5. : id. : Physiological Alchemy, 1983, 574 p. 
  - vol. 5.6 : Military Technology: Missiles and Sieges, 1994
  - vol. 5.7 : id., The Gunpowder Epic, 1986 
  - vol. 5.8 : id., Shock Weapons and Cavalry, 1986
  - vol. 5.9 : Textile Technology: Spinning and Reeling
  - vol. 5.10
  - vol. 5.11 : Ferrous Metallurgy
  - vol. 5.12 : Ceramic Technology
  - vol. 5.13 : Mining
  - vol. 6.1 : Botany, 1986, 718 p.
  - vol. 6.2 : Agriculture, 1988
  - vol. 6.3 : Agroindustries and Forestry, 1996
  - vol. 6.4 : Biologyb and Biological Technologies: Traditional Botany'
  - vol. 6.5 : Fermentations and Food Science
  - vol. 6.6 : Medicine, 2000 
  - vol. 7.1 : Language and Logic, 1998
  - vol. 7.2 : General Conclusions and Reflections, 2004.

- Science and Civilization in China, by Joseph Needham, with the research assistance [and collaboration] of Wang Ling (1954-59) (2 volumes)
- A History of Embryology (1959)
- The Grand Titration: Science and Society in East and West (1969, 1979:  (ISBN 0 04 931008 9))
- Within the Four Seas: The Dialogue of East and West (1969)
- Clerks and Craftsmen in China and the West: Lectures and Addresses on the History of Science and Technology (1970)
- Chinese Science: Explorations of an Ancient Tradition (1973)
- Moulds of Understanding: A Pattern of Natural Philosophy (1976)
- The Shorter Science and Civilisation in China - an abridgement of the 1954 version (3 volumes) (1978)
- Science in Traditional China : A Comparative Perspective (1982)
- The Genius of China (préface) (1986)
- Heavenly Clockwork : The Great Astronomical Clocks of Medieval China (1986)
- The Hall of Heavenly Records : Korean Astronomical Instruments and Clocks, 1380-1780 (1986)

## Prix et distinctions
- Royal Society (1941)
- Master of Gonville and Caius College (Cambridge) (1966)
- Médaille George Sarton attribué par History of Science Society (1968)
- Médaille Léonard-de-Vinci de la Society for the History of Technology (en) (1968)
- British Academy (1971)
- Prix John Desmond Bernal attribué par Society for Social Studies of Science (1984)
- Prix Stanislas Julien de l'Académie des inscriptions et belles-lettres pour son ouvrage Science and Civilization in China (1973)
- Prix de la culture asiatique de Fukuoka (1990)